# قلعه مزار
قلعه مرندیز مربوط به اواخر سده ۱۲ و ۱۳ ق است و در شهرستان بجستان، روستای مزار واقع شده و این اثر در تاریخ ۱۶ اسفند ۱۳۸۴ با شمارهٔ ثبت ۱۴۳۲۴ به‌عنوان یکی از آثار ملی ایران به ثبت رسیده‌است.